# Kakadi
Kakadi (nep. ककडी) – gaun wikas samiti w środkowej części Nepalu w strefie Narajani w dystrykcie Bara. Według nepalskiego spisu powszechnego z 2001 roku liczył on 597 gospodarstw domowych i 3438 mieszkańców (1760 kobiet i 1678 mężczyzn).